# Onthophagus tuberculifrons
Onthophagus tuberculifrons är en skalbaggsart som beskrevs av Edgar von Harold 1871. Onthophagus tuberculifrons ingår i släktet Onthophagus och familjen bladhorningar. Inga underarter finns listade i Catalogue of Life.